# Dziewczyna, która igrała z ogniem
Dziewczyna, która igrała z ogniem − tytuł oryginalny (szw.) Flickan som lekte med elden, powieść kryminalna szwedzkiego pisarza i dziennikarza Stiega Larssona, będąca drugą częścią trylogii Millennium.
Książka została opublikowana w 2006 r., już po śmierci autora. Pierwsze polskie wydanie miała w roku 2009 (użyto przy tym pisowni millennium zgodnej z ortografią szwedzką i angielską, zamiast częściej spotykanych form milenium lub millenium). Grafika okładki polskiego wydania jest taka sama jak szwedzkiego oryginału.
Tak jak i pozostałe części trylogii o Mikaelu Blomkviście i Lisbeth Salander stała się bestsellerem w Szwecji, Polsce i wielu innych krajach świata.
Na podstawie tej powieści nakręcono film fabularny pod tym samym tytułem oraz drugą i trzecią część miniserialu Millennium.
W przeciwieństwie do pierwszej części trylogii, ta powieść nie stanowi zamkniętej całości, ale jest zintegrowana z trzecią częścią.